# تشيب ريس
تشيب ريس (بالإنجليزية: Chip Reese)‏ هو لاعب بوكر أمريكي، ولد في 28 مارس 1951 في سنترفيل في الولايات المتحدة، وتوفي في 4 ديسمبر 2007 في لاس فيغاس في الولايات المتحدة بسبب ذات الرئة.

## وصلات خارجية
- تشيب ريس على موقع IMDb (الإنجليزية)